# Liste der Monuments historiques in Étoges
Die Liste der Monuments historiques in Étoges führt die Monuments historiques in der französischen Gemeinde Étoges auf.

## Liste der Immobilien
| Bezeichnung      | Beschreibung                                                            | Standort                | Kennzeichnung | Schutzstatus | Datum | Bild           |
| ---------------- | ----------------------------------------------------------------------- | ----------------------- | ------------- | ------------ | ----- | -------------- |
| Château d’Étoges | ab 1661 auf älteren Fundamenten neu erbaut; mit Wassergräben und Brücke | 4 rue Richebourg (Lage) | Référence     | Inscrit      | 1956  | weitere Bilder |

## Liste der Objekte
| Bezeichnung                                                                                             | Beschreibung | Standort                                      | Kennzeichnung | Schutzstatus | Datum | Bild |
| --- | --- | --------------------------------------------- | ------------- | ------------ | ----- | ---- |
| Gemälde Das salomonische Urteil                                                                         | Ölfarbe auf Leinwand, 17. Jahrhundert                                                                                         | in der Kirche St-Sulpice-et-St-Antoine (Lage) | PM51000415    | Classé       | 1974  |      |
| Kruzifix (1)                                                                                            | Holz, farbig gefasst, 17. Jahrhundert                                                                                         | in der Kirche St-Sulpice-et-St-Antoine (Lage) | PM51002222    | Inscrit      | 1975  |      |
| Grabdenkmal für René d’Anglure und Catherine de Bouzey                                                  | mit zwei Liegefiguren; Alabaster, 17. Jahrhundert                                                                             | in der Kirche St-Sulpice-et-St-Antoine (Lage) | PM51000413    | Classé       | 1970  |      |
| Grabdenkmal für François d’Anglure, Marie de Vérès, Suzanne d’Anglure und ein anonymes Familienmitglied | mit drei Liegefiguren; Stein, 16. Jahrhundert                                                                                 | in der Kirche St-Sulpice-et-St-Antoine (Lage) | PM51000414    | Classé       | 1970  |      |
| Kelch und Patene                                                                                        | mit Etui; Silber vergoldet, drittes Viertel des 19. Jahrhunderts, von Placide Poussielgue-Rusand, gestiftet von Napoleon III. | in der Kirche St-Sulpice-et-St-Antoine (Lage) | PM51003627    | Inscrit      | 1994  |      |
| Hauptaltar                                                                                              | Altartisch und Tabernakel; Holz, farbig gefasst, 18. Jahrhundert                                                              | in der Kirche St-Sulpice-et-St-Antoine (Lage) | PM51003156    | Inscrit      | 1982  |      |
| Expositionsnische                                                                                       | Holz, farbig gefasst und vergoldet, 18. Jahrhundert                                                                           | in der Kirche St-Sulpice-et-St-Antoine (Lage) | PM51003157    | Inscrit      | 1982  |      |
| Taufbecken                                                                                              | Stein, 18. Jahrhundert | in der Kirche St-Sulpice-et-St-Antoine (Lage) | PM51003159    | Inscrit      | 1982  |      |
| Gemälde Madonna mit Kind, umgeben von dominikanischen Heiligen                                          | Ölfarbe auf Leinwand, 17. Jahrhundert; vergoldeter Holzrahmen, 18. Jahrhundert                                                | in der Kirche St-Sulpice-et-St-Antoine (Lage) | PM51000410    | Classé       | 1957  |      |
| Monstranz                                                                                               | Kupfer, 19. Jahrhundert | in der Kirche St-Sulpice-et-St-Antoine (Lage) | PM51003158    | Inscrit      | 1982  |      |
| Annenaltar                                                                                              | Altartisch und Retabel; Holz, farbig gefasst, 17. Jahrhundert                                                                 | in der Kirche St-Sulpice-et-St-Antoine (Lage) | PM51000409    | Classé       | 1957  |      |
| Armreliquiar des heiligen Antonius                                                                      | Holz, bezeichnet 1557 | in der Kirche St-Sulpice-et-St-Antoine (Lage) | PM51000411    | Classé       | 1957  |      |
| Kirchenfenster                                                                                          | aus dem 16. Jahrhundert | in der Kirche St-Sulpice-et-St-Antoine (Lage) | PM51000412    | Classé       | 1959  |      |
| Sechs Altarleuchter                                                                                     | Kupfer, 19. Jahrhundert | in der Kirche St-Sulpice-et-St-Antoine (Lage) | PM51003155    | Inscrit      | 1982  |      |
| Kruzifix (2)                                                                                            | Holz, 16. Jahrhundert | in der Kirche St-Sulpice-et-St-Antoine (Lage) | PM51003160    | Inscrit      | 1982  |      |
| Skulptur Christus                                                                                       | Holz, 16. Jahrhundert | in der Kirche St-Sulpice-et-St-Antoine (Lage) | PM51002971    | Inscrit      | 1982  |      |